# Начь
Начь (бел. Нач) — деревня в Ганцевичском районе Брестской области Белоруссии. Административный центр Начского сельсовета. Население — 139 человек (2019).

## География
Начь находится в 18 км к северо-востоку от Ганцевичей и в 4 км к северо-западу от водохранилища Локтыши. Деревня стоит на правом берегу реки Лань чуть ниже места впадения в неё реки Нача. Деревня находится близ границы с Минской областью. Местные дороги ведут в Локтыши и Остров. Ближайшая ж/д станция — в Ганцевичах (линия Барановичи — Лунинец).

## История
В начале XIX века — деревня в Слуцком уезде Минской губернии, собственность рода Обуховичей. Позднее имение перешло к Пилявским, которые в середине XIX века выстроили здесь усадьбу с пейзажным парком.
В 1870 году на кладбище построена небольшая православная деревянная церковь Михаила Архангела, по своему статусу являлась часовней, приписанной к православной церкви в Больших Круговичах. Согласно переписи 1897 года в деревне было 24 двора, 164 жителей; работали часовня, хлебозапасный магазин, водяная мельница.
Согласно Рижскому мирному договору (1921) деревня вошла в состав межвоенной Польши, где принадлежала Лунинецкому повету Полесского воеводства. В 1921 году деревня насчитывала 263 жителя. С 1939 года в составе БССР, с 1940 года — центр сельсовета.
С июня 1941 года по июль 1944 года оккупирована немцами. В ходе боевых действий усадьба Пилявских была полностью уничтожена. В 1967 году в деревне установлен памятник в честь 125 жителей деревень Гута, Локтыши, Мельники, Начь и Ясенец, погибших в рядах Красной Армии и партизан.

## Достопримечательности
- Памятник землякам
- Липовая аллея бывшей усадьбы. От усадьбы Пилявских середины XIX века сохранилась лишь липовая аллея длиной 150 метров[4].
- Церковь Михаила Архангела. Построена в 1870 году.